# Equació de Clausius-Clapeyron
Els equilibris líquid-vapor estan molt influïts per la pressió, perquè la diferència entre els volums molars del líquid i del vapor és elevada. A més, en tots els casos, sense excepcions, es compleix que el volum molar del líquid és menor que el volum molar del vapor, {\displaystyle V_{\rm {m}}^{\rm {l}}<V_{\rm {m}}^{\rm {g}}\,}, un augment de la pressió provoca sempre un augment de la temperatura d'ebullició.
En aquestes condicions es pot aproximar la diferència de volums molars al volum molar major, que és el del vapor i substituir l'equació de Clapeyron que és general per als canvis de fases:
Si la pressió de vapor és baixa es pot suposar un comportament ideal del gas, de manera que emprant l'equació d'estat del gasos ideals, el volum queda:
que pot substituir-se a l'anterior equació:
que s'anomena equació de Clausius-Clapeyron.
Aquesta equació es pot generalitzar per sistemes amb més d'un component.